# Thymopides grobovi
Thymopides grobovi är en kräftdjursart som först beskrevs av Rudolf Nikolaevich Burukovsky och Averin 1976.  Thymopides grobovi ingår i släktet Thymopides och familjen humrar. IUCN kategoriserar arten globalt som livskraftig. Inga underarter finns listade i Catalogue of Life.